# Gliotoxina
La Gliotoxina es un alcaloide azufrado tipo anhidropéptido producido por varias especies de hongos incluyendo patógenos de humanos tales como Aspergillus fumigatus,  y también en especies de Trichoderma, y Penicillium. La gliotoxina ha sido también reportada en la levadura Candida La gliotoxina fue inicialmente aislada de Gliocladium fimbriatum, y de ahí obtuvo el nombre. Es una epipolitiodioxopiperazina.
La gliotoxina posee propiedades inmunosupresoras así como puede causar apoptosis en ciertos tipos de células del sistema inmune, incluyendo neutrófilos, eosinófilos,  granulocito, macrófagos, y timocitos. También actúa como inhibidor de la farnesil transferasa. Inhibe no competitivamente al proteosoma 20S. Actúa bloqueando los grupos tiolde las membranas celulares. Tiene propiedades antibióticas y antifúngicas. También se le ha encontrado actividad antiviral.

## Biosíntesis
La gliotoxina es un metabolito que procede de un anhidropéptido mixto de la serina y la fenilalanina. El siguiente paso es la formación del puente epidisulfuro. Por último se forma un epóxido de areno.